# Buddleja megalocephala
Buddleja megalocephala är en flenörtsväxtart som beskrevs av John Donnell Smith. Buddleja megalocephala ingår i släktet buddlejor, och familjen flenörtsväxter. Inga underarter finns listade i Catalogue of Life.

## Bildgalleri

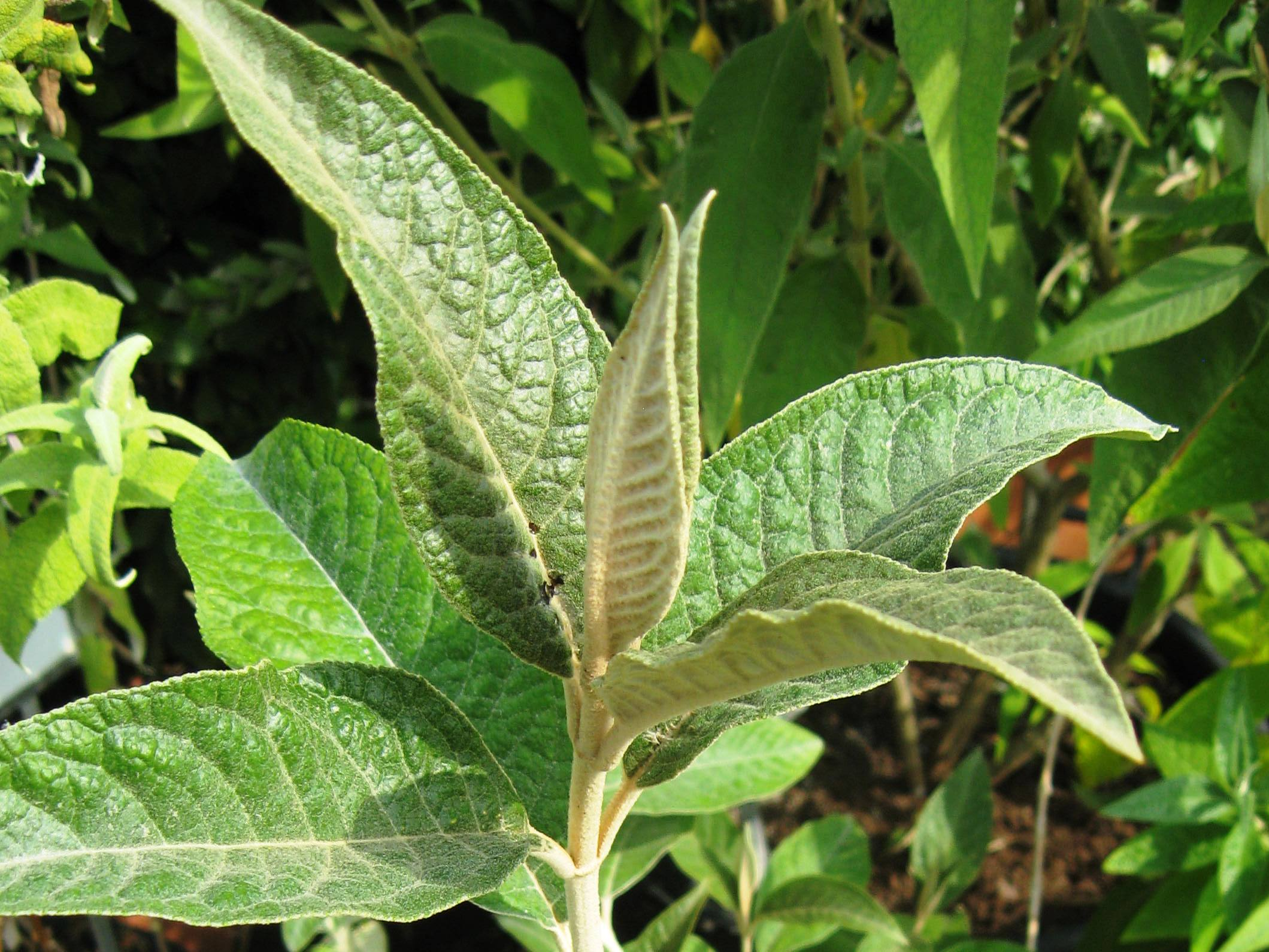